# گوردون بانشفت
گوردون بانشفت (به انگلیسی: Gordon Bunshaft) متولد ۱۹۰۹ بوفالو، نیویورک، معمار قرن بیستم آمریکا بود.
او تحصیلکردهٔ دانشگاه ام آی تی بود و در سال ۱۹۹۰ فوت نمود.
از نمونه آثار او می‌توان موزه و کتابخانه لیندون بینز جانسون را نام برد، و مدتی در اسکیدمور، اوینگز، مریل کار کرد.

## نگارخانه

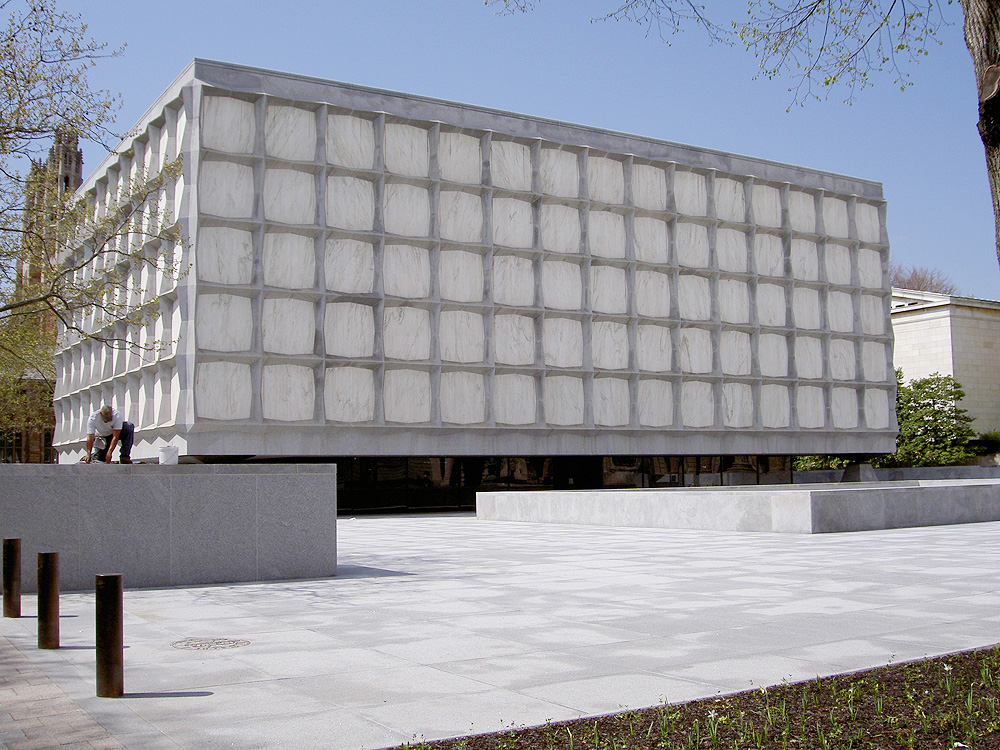
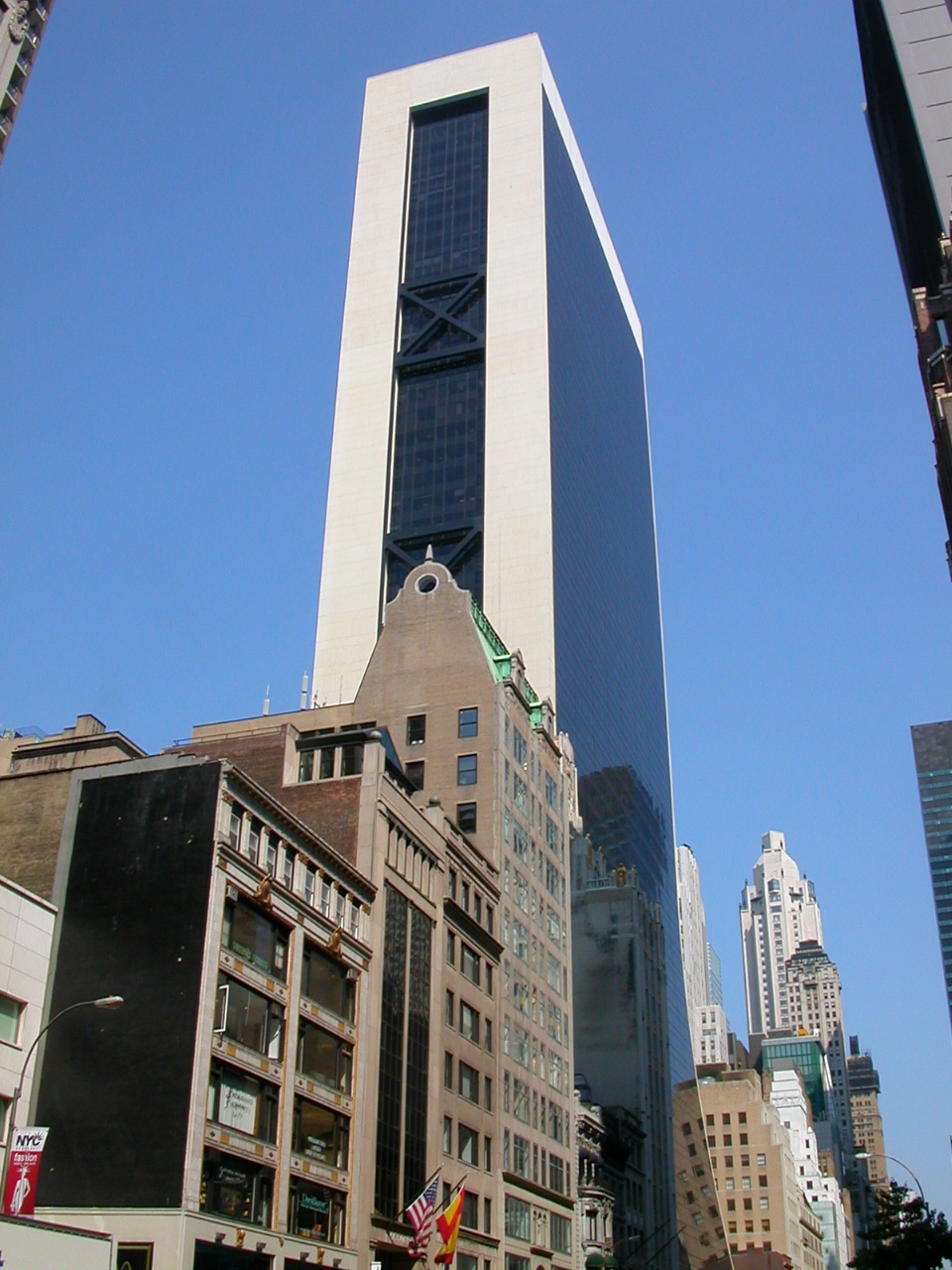
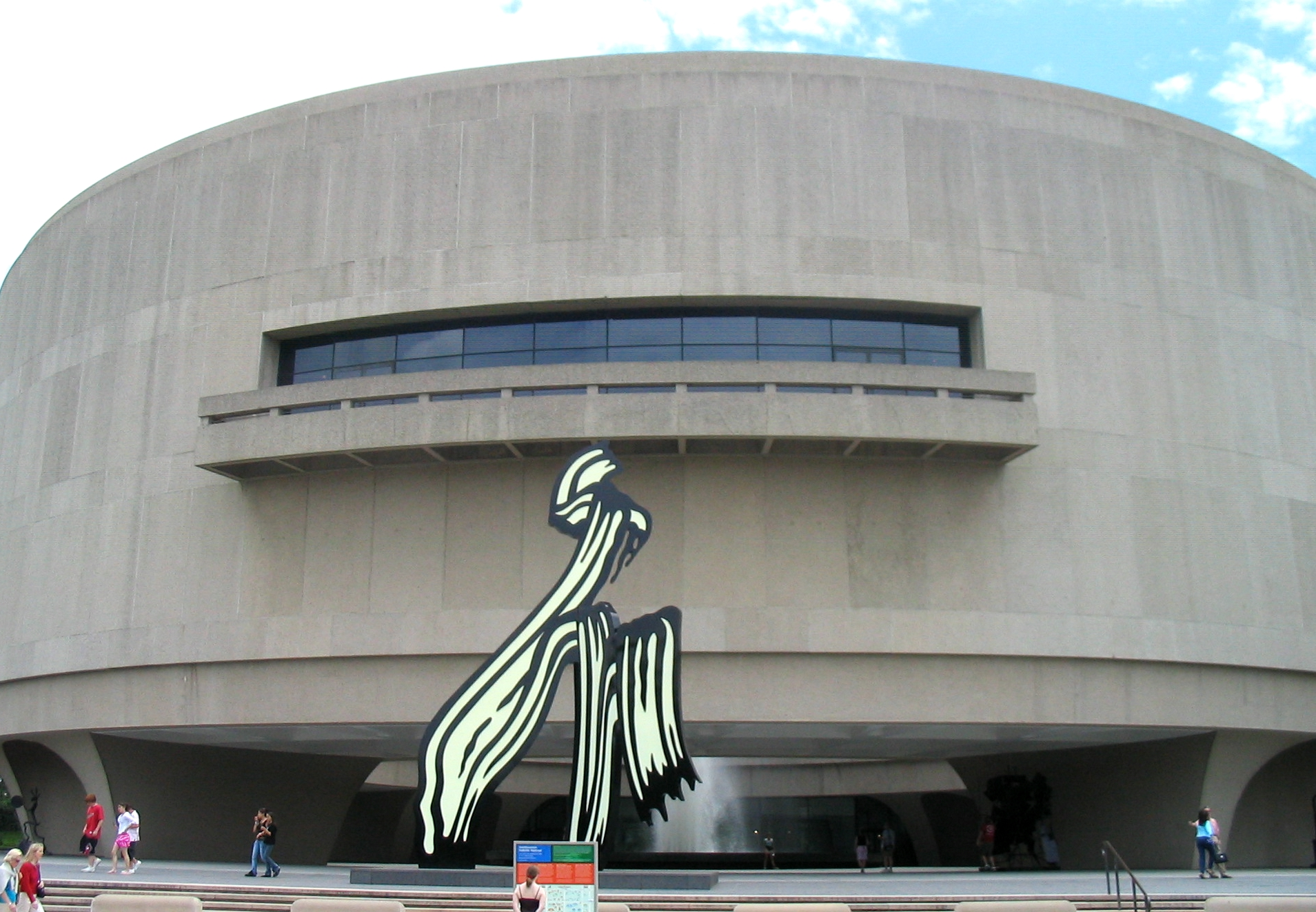
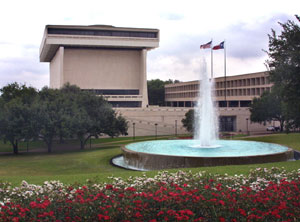